# 아나 브뤼게만
아나 브뤼게만(Anna Brüggemann, 1981년 3월 24일 ~ )은 독일의 배우, 영화 각본가이다.

## 출연 작품
- 베를린 메타노이아 (2015)
- 헤일 (2015)
- 거룩한 소녀 마리아 (2014)
- 무브 (2012)
- 환멸 (2010)
- 런 이프 유 캔 (2010)
- 썸타임 인 오거스트 (2009)
- 루루 앤 지미 (2009)
- 하켄란트 (2008)
- 라스트 택시 (2003)
- 혹성 탈출 그 두번째 이야기 (2001)